# STS-57
STS-57 — 56-й старт у рамках програми «Спейс Шаттл» і 4-й космічний політ шаттла «Індевор», здійснений 21 червня 1993 року. Продовження медико-біологічних досліджень та астрономічних спостережень. Астронавти провели в космосі близько 11 діб і 1 липня 1993 року благополучно приземлилися на авіабази Едвардс.
Астронавти успішно провели біомедичні й матеріалознавчі експерименти всередині модуля «Спейсгаб» (англ. SPACEHAB). Два астронавти виходили у відкритий космос, щоб втягнути й укласти у вантажний відсік «Індевора» супутник EURECA (European Retrievable Carrier). Супутник ЕВРИКА був розгорнутий командою космічного човника «Atlantis» влітку 1992 року і за його участю провели кілька експериментів для вивчення довгострокових наслідків впливу мікрогравітації.

## Екіпаж

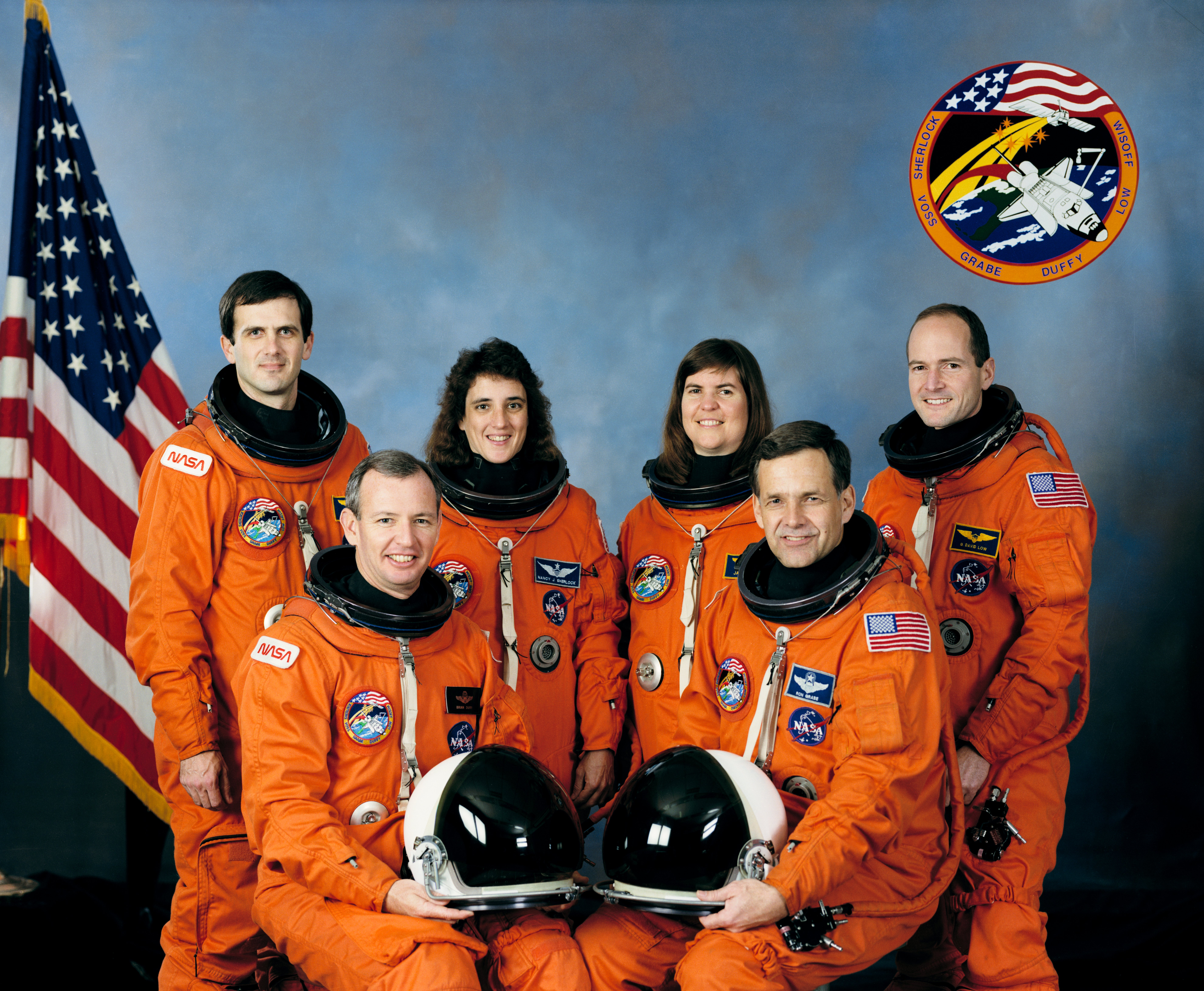
Екіпаж STS-57. Зліва направо: Вайсофф, Даффі, Керрі, Дженіс Восс, Грейб, Лоу

- (НАСА) Роналд Джон Грейб (англ. Ronald J. Grabe)

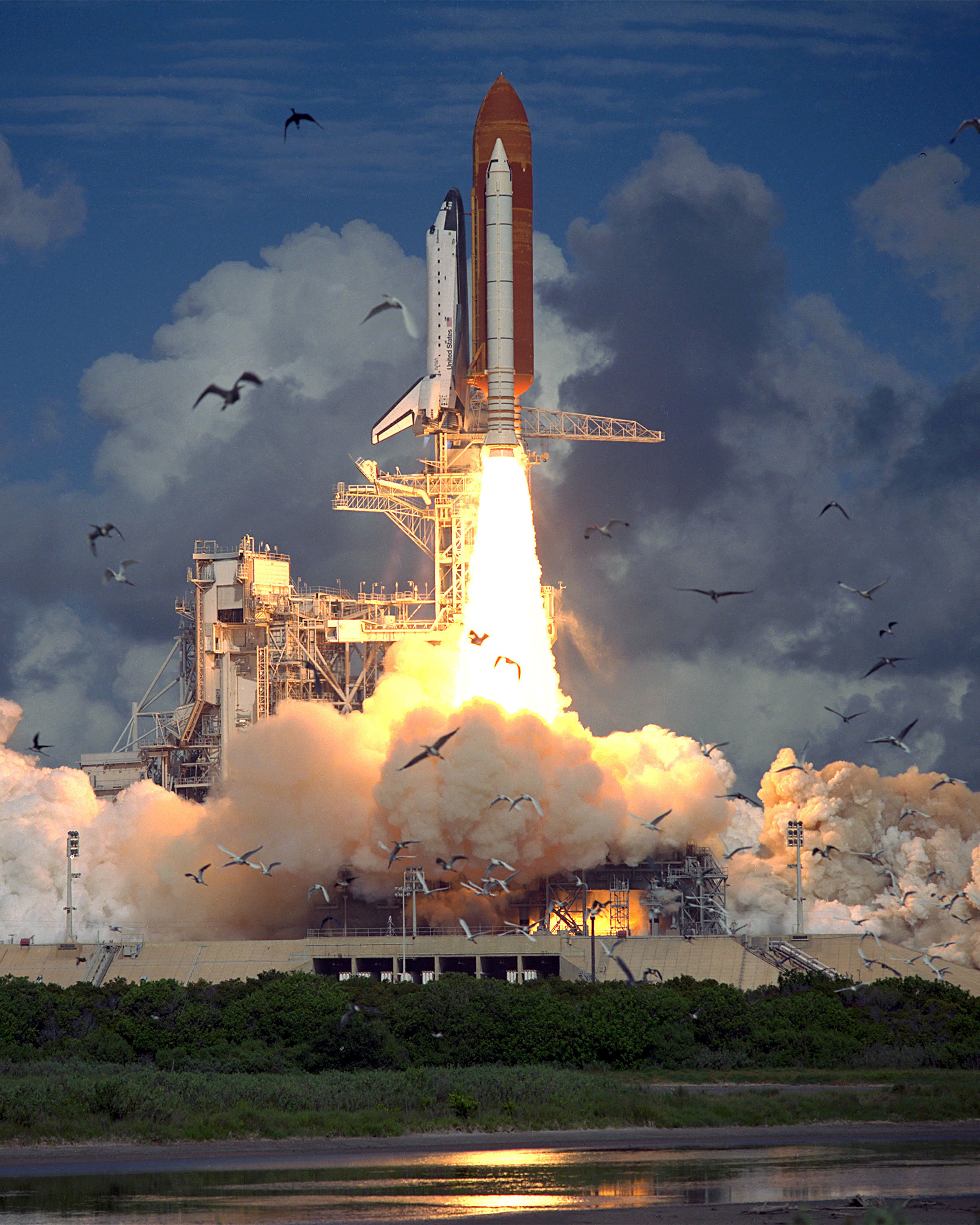
Зліт STS-57

- (НАСА) Браян Даффі (англ. Brian Duffy)
- Джордж Лоу
- Ненсі Керрі (Шерлок)
- Пітер Вайсофф
- Дженіс Восс